# Jean-Antoine-Édouard Fos de Laborde
Jean-Antoine-Édouard Fos de Laborde est un homme politique français né le 14 octobre 1750 à Gaillac (Tarn) et décédé le 14 février 1814 au même lieu.

## Biographie
Médecin, maire de Gaillac, il est député du tiers état aux États généraux de 1789 pour la sénéchaussée de Toulouse. Il est administrateur du département du Tarn en l'an V.

## Sources
- « Jean-Antoine-Édouard Fos de Laborde », dans Adolphe Robert et Gaston Cougny, Dictionnaire des parlementaires français, Edgar Bourloton, 1889-1891 [détail de l’édition]